# Алимов, Анатолий Андреевич
Анато́лий Андре́евич Али́мов (22 октября 1926, Запорожский район, Запорожская область — 2008) — начальник Приднепровской железной дороги в 1973—1990 годах. Депутат Совета Союза Верховного Совета СССР 10 (1979—1984) и 11 созыва (1984—1989) от Крымской области. Член ЦК КП Украины, избранного XXV, XXVI и XVII съездами.

## Биография
Начал трудовую деятельность дежурным по станции Запорожье Малое. Член КПСС с 1952 года.
В 1973—1990 годах — начальник Приднепровской железной дороги. При Алимове Приднепровская железная дорога входила в пятёрку лучших железных дорог СССР.
Депутат Совета Союза Верховного Совета СССР 10 (1979—1984) и 11 созыва (1984—1989) от Крымской области. Член ЦК КП Украины, избранного XXV, XXVI и XVII съездами.

## Память
В 2009 году в честь Анатолия Алимова названа железнодорожная станция в городе Запорожье (ранее — станция Запорожье Малое).